# HIP 102152
HIP 102152 – gwiazda typu żółty karzeł, położona w gwiazdozbiorze Koziorożca, oddalona od Ziemi o około 250 lat świetlnych. Należy do gwiazd o dużym ruchu własnym.

## Nazwa i odkrycie
Akronim „HIP” oznacza, że gwiazda była obserwowana przez satelitę astrometrycznego Hipparcos, „102152” to numer kolejny gwiazdy w katalogu Hipparcosa.

## Charakterystyka fizyczna
HIP 102152 jest gwiazdą bardzo podobną do Słońca pod względem masy, temperatury, ciążenia i metaliczności. Jest starsza od Słońca o 3,6 miliarda lat, na podstawie jej obserwacji można wnioskować co do przyszłej ewolucji Słońca. Zawartość litu w tej gwieździe jest niższa niż słoneczna, co potwierdza hipotezę o związku zawartości litu z wiekiem gwiazdy. Pierwiastek ten jest niszczony w jednej z reakcji cyklu protonowego, a młodsze gwiazdy, jak 18 Scorpii, zawierają go więcej.
Obserwacje wykluczyły istnienie planet-olbrzymów krążących wokół tej gwiazdy po orbitach o promieniu mniejszym niż dwie jednostki astronomiczne (np. gorących jowiszy), co oznacza, że jeżeli posiada ona układ planetarny, to może on przypominać konfiguracją Układ Słoneczny.